# Ett expertvittnes död
Ett expertvittnes död (originaltitel: Death of an Expert Witness) är en brittisk miniserie i sex delar från 1983. I Sverige sändes serien på TV2 i januari och februari 1988  och på TV4 sommaren 1995.

## Handling
En rättsbiolog som jobbar på ett privat laboratorium, Dr. Edwin Lorrimer, hittas död. Det är uppenbart att han blivit mördad. Adam Dalgliesh från Scotland Yard skickas ut för att utreda mordet. Dalgliesh har precis utrett fallet med en död kvinna som hittats i en övergiven bil.
Det finns många misstänkta och samtliga har motiv. Fallet blir mer komplicerat då en av de misstänkta mördas.

## Om serien
Serien är baserad på en bok med samma titel av P.D. James från 1977. I Danmark visades serien med titeln Mord på laboratoriet. År 1988 gjordes det en uppföljare till serien, Med smak för döden.

## Rollista i urval
- Roy Marsden – Adam Dalgliesh
- Malcolm Terris – Tom Doyle
- Barry Foster – Dr. Maxim Howarth
- Geoffrey Palmer – Dr. Edwin Lorrimer
- Ray Brooks – Dr. Henry Kerrison
- Brenda Blethyn – Angela Foley
- John Vine – John Massingham
- Fiona Walker – Stella Mawson
- Andrew Ray – Clifford Bradley
- Meg Davies – Domenica Howarth
- Cyril Cusack – Mr. Lorrimer
- Chloe Franks – Brenda Pridmore
- Kate Lansbury – Mrs. Pridmore
- Maryann Turner – Mrs. Bidwell
- Sheridan Ball – Sue Bradley

## DVD
I Sverige gavs serien ut på DVD 2009.